# Familia Albani
La familia Albani fue una familia noble italiana de origen albanés cuyos miembros alcanzaron las más altas dignidades eclesiásticas. Originarios de la región albanesa de Malësi e Madhe, sirvieron como hombres de armas de los Duques de Urbino en Italia.

## Biblioteca
La biblioteca de Albani fue vendida entre 1864 y 1928, y parte de ella fue adquirida por la Universidad Católica de América. Esta colección contiene una amplia sección sobre la controversia jansenista y la Controversia de los Ritos chinos, así como del Derecho Canónico, y otros temas relacionados. Un manuscrito comprado en 1864 por Theodor Mommsen en nombre de gobierno prusiano se perdió en el mar en su camino hacia Alemania.
La familia se extinguió en 1852.

## Miembros sobresalientes
- Alessandro Albani (1692 - 1779)
- Annibale Albani (1682-1751)
- Emma Albani (1847-1930)
- Elsa Albani (1921-2004)
- Francesco Albani (1578-1660)
- Gabriel Albani (1955)
- Gian Girolamo Albani (1504-1591)
- Gian Francesco Albani (1720-1803)
- Giorgio Albani (1929)
- Giovanni Francesco Albani (1649-1721)
- Giuseppe Albani (1750-1834)